# Carl Schirren (historiker)
Carl Christian Gerhard Schirren, född 20 november 1826 i Riga, död 11 december 1910 i Kiel, var en balttysk historiker. Han var far till Julius Schirren.
Schirren blev 1858 professor i geografi vid universitetet i Dorpat och verkade som sådan med framgång, inte minst därigenom, att han införde studiet av statistik vid detta universitet. Han drogs emellertid över till rent historiska studier och blev 1863 professor i historia i Dorpat. Schirren inriktade sig ursprungligen på baltisk historia. Han utgav 1861-81 det viktiga urkundsverket Quellen zur Geschichte des Untergangs livländischer Selbständigkeit. Aus dem schwedischen Reichsarchiv zu Stockholm (åtta band), som 1883 följdes av en ny serie Neue Quellen zur Geschichte des Untergangs livländischer Selbständigkeit. Han skrev vidare åtskilliga uppsatser inom detta område. Han försvarade med stor energi de baltiska provinsernas rättigheter och autonoma ställning och fördömde russificeringssträvandena. Han avskedades därför 1869 från sin professur och gick i landsflykt, följd av allmän sympati i sitt hemland. 
Schirren begav sig till Tyskland och blev 1874 professor i historia vid Kiels universitet, ett ämbete, som han lämnade först 1907. Under senare delen av sin levnad var han i många år bland annat sysselsatt med förarbeten för en framställning av Stora nordiska krigets historia och sammanställde en väldig materialsamling, hämtad ur en mängd tyska, skandinaviska och ryska arkiv och bibliotek. Han kom emellertid aldrig att utarbeta detta krigs historia, men han utövade dock härvidlag en betydelsefull verksamhet genom publiceringen av recensioner av arbeten på detta område (arbeten av F.F. Carlson, Christian Frederik Conrad Sarauw, Alexander Brückner och Friedrich Martens). 
Schirren bidrog till att lägga grund för en i väsentlig grad ny uppfattning av det nordiska krigets tidevarv och handlande personer. Recensionerna utgavs efter hans död under titeln Zur Geschichte des Nordischen Krieges (Kiel, 1913). Hans materialsamling överlämnades efter hans död testamentariskt till det livländska ridderskapets arkiv i Riga. En samling av hans essäer och tal, bland vilka särskilt märks ett tal över Machiavelli, utgavs 1912 under titel Charaktere und Menschheitsprobleme. En av Felix Rachfahl författad biografi och bibliografi finns i ovannämnda upplaga av recensionerna.